# Сергеев, Александр Тимофеевич
Александр Тимофеевич Сергеев (1916—1979) — советский кавалерист, Герой Советского Союза.

## Биография

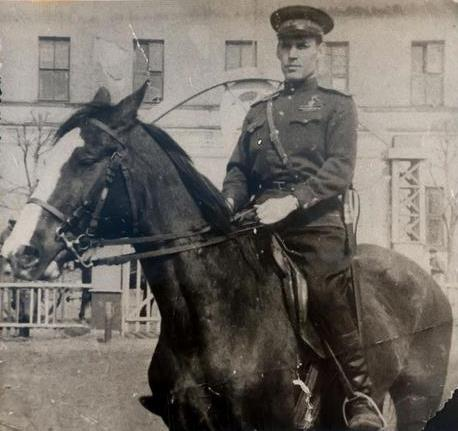
Сергеев

Сергеев Александр Тимофеевич родился 30 августа 1916 года в деревне Шиланка (ныне Рыбно-Слободский район Республики Татарстан) в семье крестьянина. По национальности — русский. Окончил ветеринарный техникум в городе Чистополе. Работал в животноводческом совхозе.
Начал военную службу в 1937 году в кавалерийских частях Красной Армии Северо-Кавказского военного округа. Окончил кавалерийскую школу младших командиров и служил помощником командира сабельного взвода. С июня 1941 года участник Великой Отечественной войны на Белорусском и 1-м Белорусском фронтах. С того же года член партии ВКП(б).
В 1944 году, после окончания Новочеркасского кавалерийского училища, дислоцировавшегося в Подольске, был назначен командиром сабельного взвода, впоследствии эскадрона. Как командир эскадрона 9-го гвардейского кавалерийского полка 3-й гвардейской кавалерийской дивизии 2-го гвардейского кавалерийского корпуса 1-го Белорусского фронта, Александр Тимофеевич Сергеев отличился в бою за город Фюрстенвальде (южнее Берлина). 23 апреля 1945 года с эскадроном он форсировал Шпрее, Шпрее-канал и занял плацдарм, чем обеспечил выход остальных подразделений на автостраду Франкфурт-Берлин. Сергеев отразил 8 контратак гитлеровцев, захватил 5 складов с боеприпасами и военным имуществом.
Указом Президиума Верховного Совета СССР от 31 мая 1945 года за образцовое выполнение боевых заданий командования на фронте борьбы с немецко-фашистскими захватчиками и проявленные при этом мужество и героизм гвардии капитану Сергееву Александру Тимофеевичу присвоено звание Героя Советского Союза с вручением ордена Ленина и медали «Золотая Звезда» (№ 6835).
В 1946 году Сергеев ушёл в запас в звании капитана. Жил в городе Подольске Московской области. Умер 10 июля 1979 года и похоронен на Аллее Героев Подольского городского кладбища.

## Награды
- Медаль «Золотая Звезда» (31 мая 1945);
- орден Ленина (31 мая 1945);
- орден Красного Знамени (21 февраля 1945);
- орден Отечественной войны 1-й степени (11 августа 1944);
- медаль «За отвагу» (5 ноября 1941).